# ATP de Umago
O Plava Laguna Croatia Open Umag ou ATP de Umago é uma competição de tênis masculino, que faz parte do programa ATP 250, realizado no balneário de Umago, Croácia.

## Finais

### Simples
| Ano                                                         | Campeão             | Vice-campeão        | Resultado      |
| ----------------------------------------------------------- | ------------------- | ------------------- | -------------- |
| 2024                                                        | Francisco Cerúndolo | Lorenzo Musetti     | 2–6, 6–4, 7–65 |
| 2023                                                        | Alexei Popyrin      | Stan Wawrinka       | 56–7, 6–3, 6–4 |
| 2022                                                        | Jannik Sinner       | Carlos Alcaraz      | 56–7, 6–1 6–1  |
| 2021                                                        | Carlos Alcaraz      | Richard Gasquet     | 6–2, 6–2       |
| Torneio não realizado em 2020 devido à pandemia de COVID-19 |                     |                     |                |
| 2019                                                        | Dušan Lajović       | Attila Balázs       | 7–5, 7–5       |
| 2018                                                        | Marco Cecchinato    | Guido Pella         | 6–2, 7–64      |
| 2017                                                        | Andrey Rublev       | Paolo Lorenzi       | 6–4, 6–2       |
| 2016                                                        | Fabio Fognini       | Andrej Martin       | 6–4, 6–1       |
| 2015                                                        | Dominic Thiem       | João Sousa          | 6–4, 6–1       |
| 2014                                                        | Pablo Cuevas        | Tommy Robredo       | 6–3, 6–4       |
| 2013                                                        | Tommy Robredo       | Fabio Fognini       | 6–0, 6–3       |
| 2012                                                        | Marin Čilić         | Marcel Granollers   | 6–4, 6–2       |
| 2011                                                        | Alexandr Dolgopolov | Marin Čilić         | 6–4, 3–6, 6–3  |
| 2010                                                        | Juan Carlos Ferrero | Potito Starace      | 6–4, 6–4       |
| 2009                                                        | Nikolay Davydenko   | Juan Carlos Ferrero | 6–3, 6–0       |
| 2008                                                        | Fernando Verdasco   | Igor Andreev        | 3–6, 6–4, 7–64 |
| 2007                                                        | Carlos Moyà         | Andrei Pavel        | 6–4, 6–2       |
| 2006                                                        | Stanislas Wawrinka  | Novak Djokovic      | 6–6, ab.       |
| 2005                                                        | Guillermo Coria     | Carlos Moyà         | 6–2, 4–6, 6–2  |
| 2004                                                        | Guillermo Cañas     | Filippo Volandri    | 7–5, 6–3       |
| 2003                                                        | Carlos Moyà         | Filippo Volandri    | 6–4, 3–6, 7–5  |
| 2002                                                        | Carlos Moyà         | David Ferrer        | 6–3, 6–2       |
| 2001                                                        | Carlos Moyà         | Jérôme Golmard      | 6–4, 3–6, 7–6  |
| 2000                                                        | Marcelo Ríos        | Mariano Puerta      | 7–6, 4–6, 6–4  |
| 1999                                                        | Magnus Norman       | Jeff Tarango        | 6–2, 6–4       |
| 1998                                                        | Bohdan Ulihrach     | Magnus Norman       | 6–3, 7–6       |
| 1997                                                        | Félix Mantilla      | Sergi Bruguera      | 6–3, 7–6       |
| 1996                                                        | Carlos Moyà         | Félix Mantilla      | 6–0, 7–6       |
| 1995                                                        | Thomas Muster       | Carlos Costa        | 3–6, 7–6, 6–4  |
| 1994                                                        | Alberto Berasategui | Karol Kučera        | 6–2, 6–4       |
| 1993                                                        | Thomas Muster       | Alberto Berasategui | 7–5, 3–6, 6–3  |
| 1992                                                        | Thomas Muster       | Franco Davín        | 6–1, 4–6, 6–4  |
| 1991                                                        | Dimitri Poliakov    | Javier Sánchez      | 6–4, 6–4       |
| 1990                                                        | Goran Prpić         | Goran Ivanišević    | 6–3, 4–6, 6–4  |

### Duplas
| Ano                                                         | Campeões                              | Vice-campeões                         | Resultado          |
| ----------------------------------------------------------- | ------------------------------------- | ------------------------------------- | ------------------ |
| 2024                                                        | Guido Andreozzi Miguel Reyes-Varela   | Manuel Guinard Grégoire Jacq          | 6–4, 6–2           |
| 2023                                                        | Blaž Rola Nino Serdarušić             | Simone Bolelli Andrea Vavassori       | 4–6, 7–62, [15–13] |
| 2022                                                        | Simone Bolelli Fabio Fognini          | Lloyd Glasspool Harri Heliövaara      | 5–7, 7–66, [10–7]  |
| 2021                                                        | Fernando Romboli David Vega Hernández | Tomislav Brkić Nikola Čačić           | 6–3, 7–5           |
| Torneio não realizado em 2020 devido à pandemia de COVID-19 |                                       |                                       |                    |
| 2019                                                        | Robin Haase Philipp Oswald            | Oliver Marach Jürgen Melzer           | 7–5, 26–7, [14–12] |
| 2018                                                        | Robin Haase Matwé Middelkoop          | Roman Jebavý Jiří Veselý              | 6–4, 6–4           |
| 2017                                                        | Guillermo Durán Andrés Molteni        | Marin Draganja Tomislav Draganja      | 6–3, 46–7, [10–6]  |
| 2016                                                        | Martin Kližan David Marrero           | Nikola Mektić Antonio Šančić          | 6–4, 6–2           |
| 2015                                                        | Máximo González André Sá              | Mariusz Fyrstenberg Santiago González | 4–6, 6–3, [10–5]   |
| 2014                                                        | František Čermák Lukáš Rosol          | Dušan Lajović Franko Škugor           | 6–4, 7–65          |
| 2013                                                        | Martin Kližan David Marrero           | Nicholas Monroe Simon Stadler         | 6–1, 5–7, [10–7]   |
| 2012                                                        | David Marrero Fernando Verdasco       | Marcel Granollers Marc López          | 6–3, 7–64          |
| 2011                                                        | Simone Bolelli Fabio Fognini          | Marin Čilić Lovro Zovko               | 6–3, 5–7, [10–7]   |
| 2010                                                        | Leoš Friedl Filip Polášek             | František Čermák Michal Mertiňák      | 6–3, 7–67          |
| 2009                                                        | František Čermák Michal Mertiňák      | Johan Brunström Jean-Julien Rojer     | 6–4, 6–4           |
| 2008                                                        | Michal Mertiňák Petr Pála             | Carlos Berlocq Fabio Fognini          | 2–6, 6–3, [10–5]   |
| 2007                                                        | Lukáš Dlouhý Michal Mertiňák          | Jaroslav Levinský David Škoch         | 6–1, 6–1           |
| 2006                                                        | Jaroslav Levinský David Škoch         | Guillermo García López Albert Portas  | 6–4, 6–4           |
| 2005                                                        | Jiří Novák Petr Pála                  | Michal Mertiňák David Škoch           | 6–3, 6–3           |
| 2004                                                        | José Acasuso Flávio Saretta           | Jaroslav Levinský David Škoch         | 4–6, 6–2, 6–4      |
| 2003                                                        | Álex López Morón Rafael Nadal         | Todd Perry Thomas Shimada             | 6–1, 6–3           |
| 2002                                                        | František Čermák Julian Knowle        | Albert Portas Fernando Vicente        | 6–4, 6–4           |
| 2001                                                        | Sergio Roitman Andres Schneiter       | Ivan Ljubičić Lovro Zovko             | 6–2, 7–5           |
| 2000                                                        | Álex López Morón Albert Portas        | Ivan Ljubičić Lovro Zovko             | 6–1, 7–6           |
| 1999                                                        | Mariano Puerta Javier Sánchez         | Massimo Bertolini Cristian Brandi     | 3–6, 6–2, 6–3      |
| 1998                                                        | Neil Broad Piet Norval                | Jiří Novák David Rikl                 | 6–1, 3–6, 6–3      |
| 1997                                                        | Dinu Pescariu Davide Sanguinetti      | Dominik Hrbatý Karol Kučera           | 7–6, 6–4           |
| 1996                                                        | Pablo Albano Luis Lobo                | Ģirts Dzelde Udo Plamberger           | 6–4, 6–1           |
| 1995                                                        | Luis Lobo Javier Sánchez              | David Ekerot László Markovits         | 6–4, 6–0           |
| 1994                                                        | Diego Pérez Francisco Roig            | Karol Kučera Paul Wekesa              | 6–2, 6–4           |
| 1993                                                        | Filip Dewulf Tom Vanhoudt             | Jordi Arrese Francisco Roig           | 6–4, 7–5           |
| 1992                                                        | David Prinosil Richard Vogel          | Sander Groen Lars Koslowski           | 6–3, 6–7, 7–6      |
| 1991                                                        | Gilad Bloom Javier Sánchez            | Richey Reneberg David Wheaton         | 7–6, 2–6, 6–1      |
| 1990                                                        | Vojtěch Flégl Daniel Vacek            | Andrei Cherkasov Andrei Olhovskiy     | 6–4, 6–4           |